# 君島十和子
君島 十和子（きみじま とわこ、1966年5月30日 -）は、日本の実業家。元女優・元モデル。旧姓は吉川 。

## 略歴
映画・テレビなどにおける女優活動を経て、君島明（のちの改名後は君島誉幸）との婚約を発表し、それをきっかけに起きた様々な混乱の中、芸能界を引退した。舅である君島一郎が遺した法人の厳しい経営などにも関与しつつ二児を出産し、子育てを行った。自身の活動を通じてファッション誌や女性誌に取り上げられるようになり、自身の名を冠した洋服や化粧品のブランドプロデュースも行っている。

## 経歴
- 東京都[1]豊島区出身。
- 日本女子大学附属豊明幼稚園に入園し、日本女子大学付属高等学校まで進学し卒業した[5] 。
- 中学時代より「吉川十和子」の芸名で雑誌『mc Sister』でモデル活動を開始した。高校時代には雑誌『週刊セブンティーン』にも2回掲載された（1983年3月1日号、3月22日号）。
- 日本女子大学付属高等学校3年生の時に「'85JAL沖縄キャンペーンガール」に選ばれる[1]。
- 1986年、『JJ』の専属モデルとなる。
- 1988年、NHK銀河テレビ小説『新橋烏森口青春篇』で女優としてデビューした[1]。以降、映画・テレビ・舞台と幅広く活動する。
- 1995年12月11日、君島一郎の婚外子である君島明[3]との結婚を発表し、芸能界を引退した[1]。
- 1997年に長女、2001年に次女をそれぞれ出産した。長女は元宝塚歌劇団月組娘役の君島憂樹である[6][7][8]。
- その後、夫が代表を務める君島インターナショナルのスーパーバイザーとして活動する。また2005年に化粧品ブランド「フェリーチェトワコ・コスメ」を立ち上げ[1]、自らプロデュースを行い、その後、株式会社FTCのクリエイティブディレクターも担当している。

## 人物
- 2022年、友人の誘いで松田聖子のコンサートに参加してから、熱烈な松田のファンとなる[9]。

## 出演

### 映画
- 極道の妻たち 三代目姐（1989年） - 松江清美
- 女帝 春日局（1990年） - お江与 役
- ゴジラvsスペースゴジラ（1994年） - 権藤千夏 役[2][1]
- 大失恋。（1995年） - 杏子 役

### テレビドラマ
- 銀河テレビ小説 新橋烏森口青春編（1988年、NHK）
- 晴海コンパニオン物語（1988年、CX） - 奥村ユキ子役
- もっとあぶない刑事 第3話「閉口」（1988年、NTV） - 小島美沙 役
- ドラマチック22（1989年、TBS）
  - 「ばちあたり常夏娘」
  - 「恋の街・東京」
- 風雲!真田幸村（1989年、TX） - 楓 役
- 夏の嵐（1989年、THK） - 鏑木典子 役
- 大河ドラマ（NHK）
  - 翔ぶが如く（1990年） - 大久保きち 役
  - 信長 KING OF ZIPANGU（1992年）
  - 八代将軍吉宗（1995年） - 春日野 役
- 郷愁（1990年、NHK総合）
- マダム・りん子の事件帖（1991年、NHK総合）
- 月影兵庫あばれ旅 第2シリーズ 第4話「弱い女が一番怖い」（1990年、TX） - 安岡みよ役
- 将軍家光忍び旅 第1シリーズ 第7話「襲撃!女だけの村」（1990年、ANB・東映） - 寿々 役
- 代表取締役刑事 第34話「おかしな関係」（1991年、ANB・石原プロ）
- 銭形平次 (北大路欣也版) 第1シリーズ 第14話「盗まれた仏像」（1991年、CX） - お絹 役
- 暴れん坊将軍シリーズ（ANB / 東映）
  - 暴れん坊将軍III
    - 第68話「マルカの女の目安箱」（1989年） - お組 役
    - 第90話「吉宗、初春の大江戸裁き!」（1990年） - 猪熊志乃 役

  - 暴れん坊将軍IV 第37話「才三覚悟! 黒髪の刺客」（1991年） - お紺 役
- また又・三匹が斬る! 第19話「さすらいの姫君悲し鬼街道」（1991年、ANB / 東映） - 喜久姫 役
- 松本清張作家活動40年記念・たづたづし（1992年1月、NTV） - 平井良子 役
- 必殺仕事人・激突! 第19話「秀、女絵師のモデルになる」（1992年、ABC） - 千菊 役
- 十津川警部シリーズ1「札幌駅殺人事件」（1992年、TBS） - 市川真代 役
- 江戸中町奉行所 第2シリーズ 第9話「金が命です!」（1992年、TX）
- 徳川無頼帳 第17話「十兵衛が泣いた!昼顔の女」（1992年）
- 喧嘩屋右近 第9話「命がけ！女金貸しの悲願」（1992年） - お駒 役
- 俺たちルーキーコップ 第8話「大悲恋」（1992年）
- 金曜ドラマシアター（CX）
  - 昭和16年の敗戦（1991年）
  - 愛する時と裁く時（1992年） - 節子役
- エトロフ遥かなり（1993年、NHK）
- 闇を斬る!大江戸犯科帳 第18話「闇に咲く花」（1993年、NTV） - 菊恵 役
- 織田信長（1994年、TX） - おね 役
- あなたが好きです（1994年、THK） - 恵里子 役
- 江戸の用心棒（NTV）
  - 第1シリーズ 第5話「まやかしの花嫁衣装」（1994年） - お蝶 役
  - 第2シリーズ 第4話「人情子連れ芸者」（1995年） - 小太郎 役
- ニュー・三匹が斬る! 第16話「秘境で会った七百年前の亡霊」（1994年、ANB）
- 裸の大将 第64話「生き神様になった清」（1994年、関西テレビ放送） - 奈津子 役
- 殿さま風来坊隠れ旅 第8話「治之進、一世一代の恋」（1994年、ANB） - お雪 役
- 金田一耕助の傑作推理 「悪魔の唇」（1994年8月、TBS）
- STATION（1995年、NTV） - 楠川瞳 役
- ドラマ新銀河 愛をみつけた（1995年、NHK）
- はぐれ刑事純情派 第8シリーズ 第8話「張り込み・お化け屋敷の女!?」（1995年、ANB）
- 探偵事務所 第2話（1995年） - 田倉香奈子 役
- セシルのもくろみ（2017年） - 君島十和子（本人役）

### バラエティ番組
- さんまのゴメンねわがままで（1986年）
- SAKAIです〜デザートーク〜（日本テレビ）
- 大阪ほんわかテレビ（よみうりテレビ）
- 十和子の美忙日記（TBSチャンネル）[10]
- 5時に夢中!（2016年11月15日、TOKYO MX）
- ノブナカなんなん（2021年）

### CM
吉川十和子名義
- 東邦ガス - イメージキャラクター
- 建設業労働災害防止協会 - イメージキャラクター
- せんねん灸

### ゲーム
- 山村美紗サスペンス 京都鞍馬山荘殺人事件（1994年、パック・イン・ビデオ、3DO） - 桜木美扇 役

## 著書
- エレガンス・バイブル 美しくありたいと願う、全ての女性に捧ぐ（2002年5月、双葉社）ISBN 978-4-57529-387-6
- パーフェクト十和子スタイル（2002年12月、ベストセラーズ）ISBN 978-4-58415-959-0
- インサイド・ビューティ（2003年10月17日、マガジンハウス）ISBN 978-4-83871-459-9
- 「自分を磨く」努力はいつも楽しい―いつまでもキレイでいたい、素敵なママでいたい人の365日(知的生きかた文庫―わたしの時間シリーズ)（2006年6月、三笠書房）ISBN 978-4-83797-567-0
- 十和子塾（2006年5月30日、集英社）ISBN 978-4-08907-010-9
- 十和子 パリ・モナコ ビューティー・ハンティング（2007年3月16日、阪急コミュニケーションズ）ISBN 978-4-48407-207-4
- ザ・十和子本（2009年5月30日、集英社）ISBN 978-4-08907-022-2
- 君島十和子の「食べるコスメ」（2011年7月13日、小学館）ISBN 978-4-09342-386-1
- 十和子イズム 美をアップデート！（2013年11月22日、講談社）ISBN 978-4-06299-793-5
- 十和子道（2016年10月5日、集英社）ISBN 978-4-08333-163-3
- 私が決めてきたこと（2017年1月20日、KADOKAWA）ISBN 978-4-04601-527-3
- アラ還十和子（2023年4月20日、講談社）ISBN 978-4-06531-412-8
- 君島十和子のおいしい美容「腸活レシピ」（2025年2月21日、主婦の友社）ISBN 978-4-07461-066-2